# Osterlinder Bockwindmühle

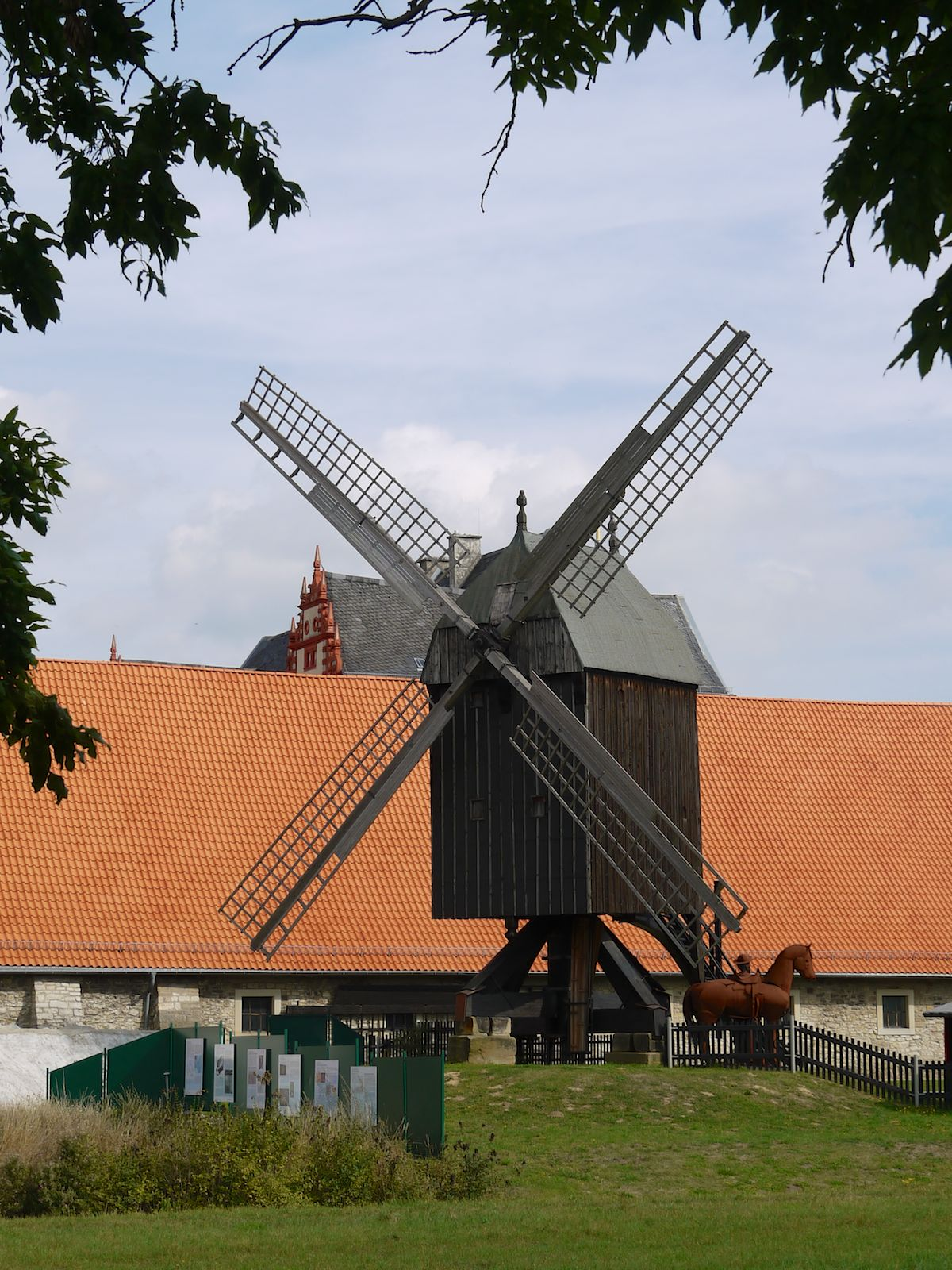
Osterlinder Bockwindmühle

Die Osterlinder Bockwindmühle ist eine historische Windmühle in Salzgitter in Niedersachsen. Seit 1984 steht die Bockwindmühle in Salzgitter-Salder im Außenbereich des Städtischen Museums Schloss Salder zwischen dem Museumsgebäude „Schafstall“ und dem Fluss Fuhse.
Ursprünglich stand die Mühle in Osterlinde. Für den Ort sind erstmals 1566 zwei Mühlen in historischen Quellen erwähnt. Dies waren die nördliche Lesser Mühle und die südliche (Oster-)Linder Mühle. 1786 war der Zustand der Osterlinde Mühle so desolat, dass geplant war, sie abzubauen. 1814 wurde die Mühle unter Verwendung von noch brauchbaren Teilen anderer alter Mühlen neu erbaut. Diese neue Bockwindmühle wurde als  „Lesser Mühle“  bezeichnet. Sie wurde 1878 auf eine Wiese in Osterlinde umgesetzt. Nach einer ersten Stilllegung 1950 wurde sie 1964 mit Unterstützung der Stadt Salzgitter instand gesetzt. Die endgültige Stilllegung erfolgte nach Sturmschäden 1972. Schließlich erwarb der Landwirt Ernst Froböse die Mühle und schenkte sie 1978 der Stadt Salzgitter. In den Folgejahren wurde sie mit Unterstützung des Landes Niedersachsen restauriert. Als technisches Denkmal wurde die Osterlinder Bockwindmühle vom 4. bis 11. April 1984 auf der Hannover-Messe präsentiert. Im Anschluss erfolgte ihre Umsetzung an ihren heutigen Standort im Städtischen Museums Schloss Salder, wo am 22. September 1984 die feierliche Einweihung erfolgte.